# 2166 Handahl
2166 Handahl è un asteroide della fascia principale. Scoperto nel 1936, presenta un'orbita caratterizzata da un semiasse maggiore pari a 2,3463826 UA e da un'eccentricità di 0,2170337, inclinata di 5,13112° rispetto all'eclittica.
L'asteroide è stato intitolato da D.W.E. Green, uno degli scopritori, a sua madre Violet Handahl Green.